# Partit Acció Nacional
El Partit Acció Nacional (en castellà, Partido Acción Nacional, PAN), és un partit polític mexicà. Amb tendències conservadores, és un dels tres partits polítics principals de Mèxic, i el qual va postular al president actual de Mèxic, Felipe Calderón, com a candidat per a les eleccions presidencials del 2006.

## Història

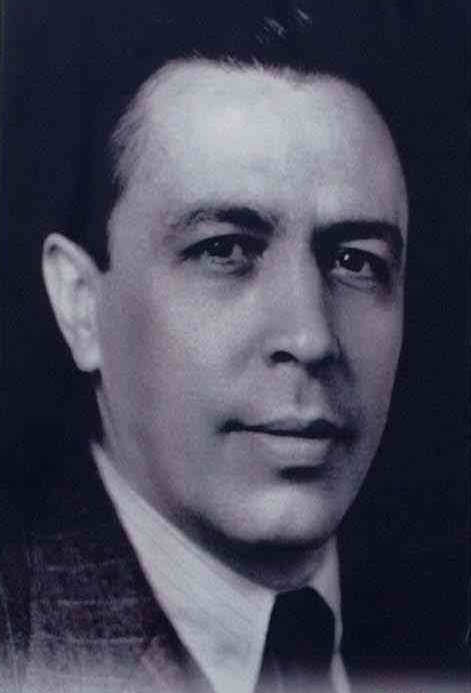
Manuel Gómez Morín, fundador del PAN

### Orígens
El partit va ser fundat el 1939 per Manuel Gómez Morín ex-rector de la Universitat Nacional Autònoma de Mèxic. El partit va tenir el suport de molts catòlics mexicans, que sentien que les lleis anticlericals que van sorgir arran de la Revolució Mexicana havien anat massa lluny en prohibir, entre altres coses, el dret del vot dels sacerdots i la nacionalització de les propietats de l'església, a més d'establir l'educació completament laica a totes les escoles del país. Els catòlics havien respost a aquestes limitacions amb manifestacions i aixecaments, que van ser coneguts com la "Guerra Cristera", la qual va ser sufocada pel govern. Els catòlics i conservadors van cercar una manera pacífica de motivar el canvi per mitjà de la representació política, i van donar suport a aquest nou partit polític.

### Lent creixement
El Partit Acció Nacional es convertiria en el principal i el més antic partit d'oposició de la política mexicana. Malgrat el poder hegemònic del Partit Revolucionari Institucional, el PAN a poc a poc guanyaria terreny i reputació. El 1946 va guanyar el primer candidat a diputat; el 1947 va guanyar la primera presidència municipal a l'estat de Michoacán; el 1989 va guanyar les eleccions a governador d'un estat (Baixa Califòrnia), per primera vegada, i el 1991 el primer senador per vot directe. Durant la dècada dels noranta ja s'havia convertit en el segon partit més important (en nombre de diputats i senadors del Congrés de la Unió), i el 1997 i des del 2000 els diputats del PAN són majoria relativa de la Cambra dels Diputats. Els candidats del PAN, Vicente Fox i Felipe Calderón van guanyar les eleccions presidencials del 2000 i el 2006 respectivament.

## Polítiques del PAN

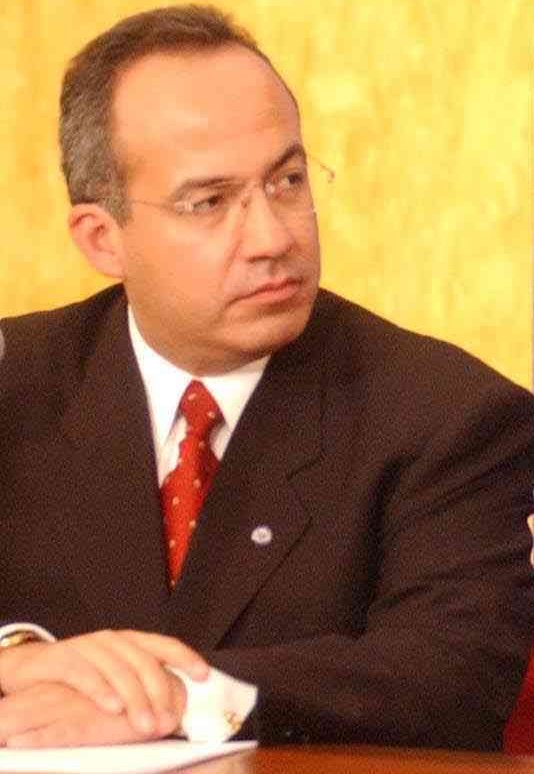
Felipe Calderón, president de Mèxic

El Partit Acció Nacional és reconegut com a partit polític de dreta o centredreta de Mèxic, especialment pel suport que va rebre dels catòlics mexicans, i perquè els seus candidats, a diferència dels altres partits, han fet pública la seva fe i les seves creences. A més, són partidaris de la liberalització del comerç i la privatització de les empreses públiques. Recentment s'ha fet membre l'organització cristiano-demòcrata d'Amèrica. Tanmateix, algunes de les polítiques de l'ex president de Mèxic, Vicente Fox es van distanciar de les polítiques de dreta; per exemple, ha realitzat campanyes per a combatre l'homofòbia, així com l'ús de la píndola de l'endemà com a mètode anticonceptiu (ambdues campanyes severament criticades per l'Església Catòlica).

## Presidents del PAN
El Partit Acció Nacional ha tingut 22 presidents de partit, des de 1939 fins 2014.
- 1939 - 1949: Manuel Gómez Morin
- 1949 - 1956: Juan Gutiérrez Lascuráin
- 1956 - 1958: Alfonso Ituarte Servín
- 1958 - 1962: José González Torres
- 1962 - 1968: Adolfo Christlieb Ibarrola
- 1968 - 1969: Ignacio Limón Maurer
- 1969 - 1972: Manuel González Hinojosa
- 1972 - 1975: José Ángel Conchello
- 1975: Efraín González Morfín
- 1975: Raúl González Schmall
- 1975 - 1978: Manuel González Hinojosa
- 1978 - 1984: Abel Vicencio Tovar
- 1984 - 1987: Pablo Emilio Madero
- 1987 - 1993: Luis H. Álvarez
- 1993 - 1996: Carlos Castillo Peraza
- 1996 - 1999: Felipe Calderón Hinojosa[10]
- 1999 - 2005: Luis Felipe Bravo Mena[11][12]
- 2005 - 2007: Manuel Espino Barrientos[13]
- 2007 - 2009: Germán Martínez Cázares[14]
- 2009 - 2010: César Nava Vázquez[15]
- 2010 - 2014: Gustavo Madero Muñoz[16]
- 2014: Cecilia Romero Castillo[17]
- 2014: Gustavo Madero Muñoz[18]
- 2014 - 2015: Ricardo Anaya Cortés[19]
- 2015: Gustavo Madero Muñoz[1]
- 2015-: Ricardo Anaya Cortés